# Valentin Houinato
Valentin Houinato (* 15. Oktober 1996 in Melun, Frankreich) ist ein beninischer Judoka. Er trägt den 1. Dan.

## Biografie
Bei der fünfköpfigen Delegation seines Landes zu den Olympischen Sommerspielen 2024 in der französischen Hauptstadt Paris war Houinato, neben Noélie Yarigo, einer der beiden Fahnenträger Benins, sowie einziger Vertreter seiner Sportart. Er trat im Halbmittelgewicht an und unterlag in seinem ersten Kampf dem italienischen Vertreter Antonio Esposito per Ippon.